# Kang Seung-yoon
Kang Seung-yoon (강승윤?, 姜昇潤?, Gang Seung-yunLR, Kang Sŭng-yunMR; Pusan, 21 gennaio 1994) è un cantante, cantautore, compositore e attore sudcoreano.

## Biografia
Kang Seung-yoon è nato a Pusan, il 21 gennaio 1994. Tra i suoi familiari, è figlio unico cresciuto esclusivamente dalla madre single. Kang ha imparato a suonare la chitarra in terza media. Durante il suo ultimo anno di liceo, ha preso lezioni di chitarra classica e biliardo, diventando presto il rappresentante regionale per il biliardo.

### 2010–2012: inizio della carriera

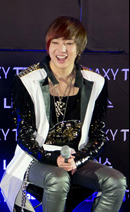
Seungyoon nel gennaio 2011

Nel 2010, Seungyoon è stato un concorrente del concorso di canto Superstar K2. Si è posizionato al quarto posto, dopo aver pubblicato due singoli, I'll Write You a Letter e Instinctively. I'll Write You a Letter ha raggiunto la ventiquattresima posizione classifica sudcoreana Circle Chart, mentre Instinctively è diventato un singolo di successo numero uno in Corea del Sud ed è stato elencato come uno dei primi 100 brani dell'anno. Ha anche pubblicato Life is Tab insieme ad altri tre concorrenti per promuovere il Samsung Galaxy Tab.
Dopo il successo iniziale con Superstar K2, Yang Hyun-suk ha fatto firmare un contratto con l'etichetta discografica YG Entertainment il 12 gennaio 2011. Kang ha pubblicato un singolo, You Are Heaven, per la colonna sonora del dramma coreano Ma-i-deo-seu. Seungyoon si è laureato alla Busan High School of Arts con una specializzazione in chitarra classica nel 2012. Quell'anno, è apparso nella sitcom High kick! - Jjarb-eun dari-ui yeokseup.

### 2013–2014: Winner

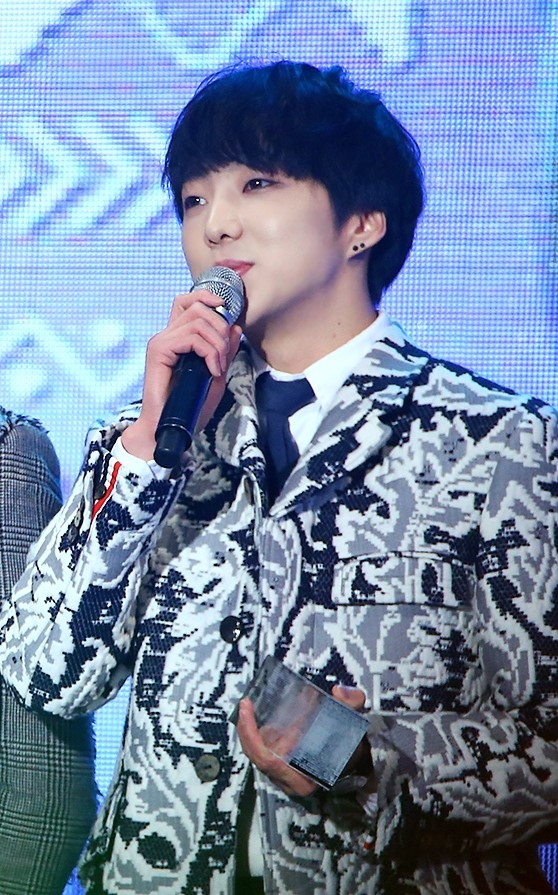
Kang ai Melon Music Award, 13 novembre 2014

Il 20 giugno 2013, Yang Hyun-suk ha annunciato che Seungyoon avrebbe debuttato come artista solista con il singolo Wild and Young composto da Teddy Park. Il 15 luglio è stato annunciato che il debutto di Seungyoon sarebbe stato rinviato. Tuttavia, il giorno seguente fu pubblicato un altro singolo intitolato It Rains. Il 31 luglio, Wild and Young è stato pubblicato con altre due tracce. Le promozioni dal vivo del singolo sono iniziate il 4 agosto sul programma musicale Inkigayo. Il 14 agosto fu pubblicato il secondo singolo Stealer. Il video musicale, interpretato dall'attrice Yoon Jin-yi, è stato pubblicato senza promozioni per non interrompere le promozioni di Wild and Young.
Seungyoon ha quindi partecipato al programma WIN: Who Is Next. Il programma ha coinvolto due squadre di apprendisti della YG (A e B) che si sono sfidati per la possibilità di debuttare alla fine della serie. Il 25 ottobre, è stata annunciata la vittoria del team A, formando così i Winner. Il gruppo si è esibito al tour dei Big Bang Japan Dome Tour come artisti di apertura, iniziato il 15 novembre, e hanno fatto il loro debutto ufficiale il 12 agosto 2014.

### 2015–presente: carriera da attore e attività solista
Nel 2015, Seungyoon è stato il protagonista del film Ri He-eo-jyeo-sseo-yo, insieme a Park Sandara. Nel dicembre 2016, Seungyoon ha recitato nel film Cheonnyeonjjae yeon-aejung. Ha pubblicato una colonna sonora per il drama, intitolato You. Lo stesso mese, si è unito al cast di Flower Crew come ospite regolare.
Nel 2017, Seungyoon ha recitato nel drama Prison Playbook. Seungyoon e Song Mino pubblicarono una colonna sonora per il drama intitolato Door. Nel 2018, Seungyoon ha cantato l'OST per il film, Golden Slumber. La canzone è stata originariamente eseguita dai Beatles. Nel 2019, Seungyoon ha partecipato al programma Show that Rewrites the Charts, What is No. 1 Right Now? ed eseguito la canzone di Haebaragi With Love. La canzone ha conquistato il primo posto e la canzone è stata pubblicata digitalmente il 12 aprile.
Nel 2020, Seungyoon ha partecipato per la seconda volta a un programma di gare di canto, King of Mask Singer. È stato in grado di impressionare la giuria, ottenendo sei vittorie consecutive. Il 20 maggio 2020 è stato confermata la sua partecipazione al drama Kairos, in onda nella seconda metà del 2020.

## Impatto e influenza
In un'intervista, Rubin dei 1Team ha dichiarato Seungyoon come modello da seguire sin dal giorno in cui lo ha visto per caso su Superstar K2 mentre interpretava Black or White di Michael Jackson. Da allora la sua ispirazione per la musica è cresciuta sempre di più.

## Altre attività

### Immagine pubblica
Nell'ottobre 2010, Seungyoon è stato scoperto da LG Plus ed è apparso come modello per la sua gamma International Call 002.
Nel novembre 2010, CJ Group pubblicizzava la sua prima nuova campagna aziendale da sei anni con il messaggio: idee diverse che cambiano il mondo. Il conglomerato sudcoreano ha voluto scegliere figure famose all'interno del paese per questo collaborando con gli artisti di Superstar K2 e della YG Family. Di conseguenza, Seungyoon è stato scelto come modello insieme agli altri concorrenti di Superstar K2: Huh Gak, John Park, Jang Jae-in, Big Bang, 2NE1 e Psy.
Con l'uscita del Samsung Galaxy Tab nel dicembre 2010, Seungyoon è stato selezionato per supportare il prodotto.

### Filantropia
Nel dicembre 2018, Seungyoon ha donato 30 milioni di won alla Seungil Hope Foundation.
A seguito dell'annullamento della collezione "by YOU" del marchio di abbigliamento casual contemporaneo in collaborazione con Seungyoon e lo showcase di Mino, in programma il 28 febbraio 2020 a causa di problemi di sicurezza in relazione alla pandemia di coronavirus, i fondi raccolti per lo spettacolo sono stati usati per comprare mascherine per bambini a basso reddito.

## Discografia

### Da solista

#### Album in studio
- 2021 – Page

#### Singoli
- 2010 – Instinctively
- 2013 – It Rains
- 2013 – Wild and Young
- 2013 – Stealer

#### Singoli promozionali
- 2011 – Life is Tab
- 2011 – Have You Ever Fallen In Love

#### Altri brani
- 2010 – I'll Write You a Letter
- 2014 – Wild Boy (con Yoon Jong-shin e Mino)

### Con i Winner
- 2014 – 2014 S/S
- 2018 – Our Twenty For
- 2018 – Everyday
- 2020 – Remember

## Filmografia

### Televisione
- Superstar K2 – programma TV (2010)[5]
- High kick! - Jjarb-eun dari-ui yeokseup 3  – serie TV (2011-2012)
- We Broke Up – serie TV (2013)
- WIN: Who Is Next? – programma TV (2013[27]
- Producer (프로듀사?) – serie TV (2015)[47]
- Cheonnyeonjjae yeon-aejung – serie TV (2016)
- The Collaboration – survivial show (2016)[48]
- Flower Crew – reality (2016)
- Prison Playbook – serie TV (2017)
- Bongmyeon ga-wang – reality, episodio 109 (2017)[49]
- Chart Rewriting Show: Number 1 – reality (2019)
- Vocal Play 2 – reality (2019)[50]
- Bongmyeon ga-wang – reality, episodi 243-256 (2020)[51]
- Kairos (카이로스?, Kairoseu) - serie TV (2020)[52]
- Tomorrow (내일?, Nae-ilLR) – serie TV, episodi 4-5 (2022)

## Riconoscimenti
| Anno | Evento                      | Premio                        | Ricevente       | Risultato       |
| ---- | --------------------------- | ----------------------------- | --------------- | --------------- |
| 2010 | Cyworld Digital Music Award | Rookie of the Month (October) | Kang Seung-yoon | Vincitore/trice |
| 2010 | Circle Chart Music Award    | Rookie of the Year            | Kang Seung-yoon | Vincitore/trice |
| 2013 | Melon Music Award           | Best Rock                     | "It Rains"      | Candidato/a     |
| 2013 | Seoul Music Award           | Rookie Award                  | Kang Seung-yoon | Candidato/a     |
| 2015 | K-Web Fest Award            | Best Male Actor               | We Broke Up     | Vincitore/trice |